# Акколь
Акко́ль (каз. Aqköl) — місто, центр Аккольського району Акмолинської області Казахстану. Адміністративний центр Аккольської міської адміністрації.
Населення — 16017 осіб (2021; 14217 у 2009, 15682 у 1999, 19664 у 1989).
Місто розташоване за 210 км на південний схід від Кокшетау. Залізнична станція на лінії Петропавловськ—Астана. Підприємства залізничного транспорту, будматеріалів; маслозавод.
Статус міста з 1965 року.